# FIPA
FIPA ((engl.): Foundation for Intelligent Physical Agents) je organizacija koja stvara i promovira standarde vezane uz softverske agente i višeagentne sustave. Organizacija je prihvaćena od strane IEEE. Ona je izdala niz dokumenata (koji se zovu "FIPA Specification") koji opisuju standarde tehnologije korištene za razvoj višeagentnih sustava i samih agenata.
FIPA definira model za platformu agenata i komunikacijski jezik za agente. Sve platforme koje su unutar FIPA standarda, moraju prihvatiti taj model, koji sadrži četiri glavna svojstva:
- Komunikacijski kanal agenata – mehanizam koji omogućuje komunikaciju između agenata (i platforme)
- Sustav upravljanja agentima – način na koji se agenti registriraju u platformi kako bi bili dostupni za kontakt
- Moderator kataloga – vrsta javnog servisa gdje agenti objavljuju svoje vlastite servise
- Podrška FIPA jeziku za komunikaciju agenata – predstavlja zajednički jezik s kojim svi agenti mogu komunicirati. Temelji se na sintaksi jezika sličnome Lispu (krasi ga veliki broj zagrada) te češće korištenom sintaksom temeljena na XML-u.